# Cocktail sort
Cocktail shaker sort, também conhecido como bubble sort bidirecional, cocktail sort, shaker sort (o qual também pode se referir a uma variação do insertion sort), ripple sort, shuffle sort, ou shuttle sort, é uma variante do bubble sort, que é um algoritmo com não-estável e efetua Ordenação por comparação. O algoritmo difere de um bubble sort no qual ordena em ambas as direções a cada iteração sobre a lista. Esse algoritmo de ordenação é levemente mais difícil de implementar que o bubble sort, e  e resolve o problema com os chamados coelhos e tartarugas no bubble sort. Ele possui performance levemente superior ao bubble sort, mas não melhora a performance assintótica; assim como o bubble sort, não é muito usado na prática (insertion sort é escolhido para ordenação simples), embora seja usado para fins didáticos.

## Complexidade
A complexidade do Cocktail shaker sort em notação big-O é {\displaystyle O(n^{2})} para o pior caso e caso médio, mas tende a se aproximar de {\displaystyle O(n)} se a lista se encontra parcialmente ordenada antes da execução do algoritmo. Por exemplo, se cada elemento se encontra em uma posição cuja distância até sua posição ordenada é k (k ≥ 1), a complexidade do algoritmo se torna {\displaystyle O(kn)}.
{\displaystyle 1+1+1+1+n(1+n(1(1+1+1+1))+1+n(1(1+1+1+1))+1)} 

{\displaystyle 4+n(3+4n+4n)} 

{\displaystyle 4+n(3+8n)} 

{\displaystyle n(n)} 

O(n²)

## Implementações

### Código em C
```
 
void
 
cocktail_sort
(
int
 
list
[
10
])
 
{

    
int
 
length
,
bottom
,
top
,
 
swapped
,
i
,
aux
;

    
length
=
10
;

    
bottom
 
=
 
0
;

    
top
 
=
 
length
 
-
 
1
;

    
swapped
 
=
 
0
;
 

    
while
(
swapped
 
==
 
0
 
&&
 
bottom
 
<
 
top
)
//Se não houver troca de posições ou o ponteiro que

    
{
                                   
//sobe ultrapassar o que desce, o vetor esta ordenado

        
swapped
 
=
 
1
;
 

        
//Este for é a “ida” para a direita

        
for
(
i
 
=
 
bottom
;
 
i
 
<
 
top
;
 
i
 
=
 
i
 
+
 
1
)

        
{

            
if
(
list
[
i
]
 
>
 
list
[
i
 
+
 
1
])
   
//indo pra direita:testa se o próximo é maior

            
{
   
//indo pra direita:se o proximo é maior que o atual,

                
//troca as posições

                
aux
=
list
[
i
];

                
list
[
i
]
=
list
[
i
+
1
];

                
list
[
i
+
1
]
=
aux
;

                
swapped
 
=
 
0
;

            
}

        
}
//fecha for

        
// diminui o  `top` porque o elemento com o maior valor 

        
// já está na direita (atual posição top)

        
top
 
=
 
top
 
-
 
1
;
 

        
//Este for é a “ida” para a esquerda

        
for
(
i
 
=
 
top
;
 
i
 
>
 
bottom
;
 
i
 
=
 
i
 
-
 
1
)

        
{
  
if
(
list
[
i
]
 
<
 
list
[
i
 
-
 
1
])
 

            
{

                
aux
=
list
[
i
];

                
list
[
i
]
=
list
[
i
-1
];

                
list
[
i
-1
]
=
aux
;

                
swapped
 
=
 
0
;

            
}

        
}

        
//aumenta o `bottom` porque o menor valor já está

        
//na posição inicial (bottom) 

        
bottom
 
=
 
bottom
 
+
 
1
;
  

    
}
//fecha while 

 
}
// fim da funçao

```

### Código em C# e Java (sintaxe idêntica)
```
        

private
 
static
 
void
 
cocktail
(
int
[]
 
vetor
)

{

    
int
 
tamanho
,
 
inicio
,
 
fim
,
 
swap
,
 
aux
;

    
tamanho
 
=
 
10
;
 
// para um vetor de 20 elementos

    
inicio
 
=
 
0
;

    
fim
 
=
 
tamanho
 
-
 
1
;

    
swap
 
=
 
0
;

    
while
 
(
swap
 
==
 
0
 
&&
 
inicio
 
<
 
fim
)

    
{

        
swap
 
=
 
1
;

        
for
 
(
int
 
i
 
=
 
inicio
;
 
i
 
<
 
fim
;
 
i
 
=
 
i
 
+
 
1
)

        
{

            
if
 
(
vetor
[
i
]
 
>
 
vetor
[
i
 
+
 
1
])

            
{

                
aux
 
=
 
vetor
[
i
];

                
vetor
[
i
]
 
=
 
vetor
[
i
 
+
 
1
];

                
vetor
[
i
 
+
 
1
]
 
=
 
aux
;

                
swap
 
=
 
0
;

            
}

        
}

        
fim
 
=
 
fim
 
-
 
1
;

        
for
 
(
int
 
i
 
=
 
fim
;
 
i
 
>
 
inicio
;
 
i
 
=
 
i
 
-
 
1
)

        
{

            
if
 
(
vetor
[
i
]
 
<
 
vetor
[
i
 
-
 
1
])

            
{

                
aux
 
=
 
vetor
[
i
];

                
vetor
[
i
]
 
=
 
vetor
[
i
 
-
 
1
];

                
vetor
[
i
 
-
 
1
]
 
=
 
aux
;

                
swap
 
=
 
0
;

            
}

        
}

        
inicio
 
=
 
inicio
 
+
 
1
;

    
}

}

```

### Código em Pascal
```
   

procedure
 
ShakerSort
(
var
 
A
:
vetor
;
 
n
:
integer
)
;

var
 
L
,
R
,
k
,
i
:
integer
;

begin

    
L
:=
2
;

    
R
:=
n
;

    
k
:=
2
;

    
repeat

        
for
 
i
:=
L
 
to
 
R
 
do

        
begin

            
if
 
A
[
i
-
1
]
>
A
[
i
]
 
then

            
begin

                
aux
 
:=
 
A
[
i
-
1
]
;

                
A
[
i
-
1
]
 
:=
 
A
[
i
]
;

                
A
[
i
]
:=
 
aux
;
         

                
k
:=
i
;

            
end
;

        
end
;

        
R
:=
k
-
1
;

        
for
 
i
:=
R
 
downto
 
L
 
do

        
begin

            
if
 
A
[
i
-
1
]
>
A
[
i
]
 
then

            
begin

                
aux
 
:=
 
A
[
i
-
1
]
;

                
A
[
i
-
1
]
 
:=
 
A
[
i
]
;

                
A
[
i
]
:=
 
aux
;
         

                
k
:=
i
;

            
end
;

        
end
;

        
L
:=
k
+
1
;

    
until
 
L
>
R
;

end
;

```

### Código em Ruby
```
def
 
sort
(
array
)

	
swap
 
=
 
true

	
begining
 
=
 
0

	
ending
 
=
 
array
.
length
-
1

	
while
(
swap
)

		
swap
 
=
 
false

		
begining
.
upto
 
ending
-
1
 
do
 
|
i
|

			
if
(
array
[
i
]
 
>
 
array
[
i
+
1
]
)

				
aux
 
=
 
array
[
i
]

				
array
[
i
]
 
=
 
array
[
i
+
1
]

				
array
[
i
+
1
]
 
=
 
aux

				
swap
 
=
 
true

			
end

		
end

		
ending
 
-=
 
1

		
ending
.
downto
 
begining
+
1
 
do
 
|
i
|

			
if
(
array
[
i
]
 
<
 
array
[
i
-
1
]
)

				
aux
 
=
 
array
[
i
]

				
array
[
i
]
 
=
 
array
[
i
-
1
]

				
array
[
i
-
1
]
 
=
 
aux

				
swap
 
=
 
true

			
end

		
end

		
begining
 
+=
 
1

	
end

	
return
 
array

end

```

### Código em Python
```
#coding: utf-8

def
 
cocktailSort
(
lista
):

	
	
nova_lista
 
=
 
[]

	
for
 
j
 
in
 
range
(
len
(
lista
)):

		
for
 
i
 
in
 
range
(
len
(
lista
)
-
1
):

			
if
 
lista
[
len
(
lista
)
-
1
 
-
 
i
]
 
<
 
lista
[
len
(
lista
)
-
2
 
-
 
i
]:

				
lista
[
len
(
lista
)
-
1
-
i
],
lista
[
len
(
lista
)
-
2
-
i
]
 
=
 
lista
[
len
(
lista
)
-
2
-
i
],
lista
[
len
(
lista
)
-
1
-
i
]

			
if
 
lista
[
i
]
 
>
 
lista
[
i
+
1
]:

				
lista
[
i
],
lista
[
i
+
1
]
 
=
 
lista
[
i
+
1
],
lista
[
i
]

	
return
 
lista

		

print
 
cocktailSort
([
3
,
 
4
,
 
2
,
 
0
,
 
5
,
 
6
,
 
7
,
1
])

```